# Nespelim
Nespelem (Nespelim, Inspellum), pleme američkih Indijanaca porodice Salishan, naseljeno na području rezervata Colville u američkoj državu Washington. Nespelemi su živjeli uz istoimenu rječicu. sastojali su se od nekoliko lokalnih skupina koje su imale nekoliko sela. Prema Rayu (citira ga Swanton), to su: Nspilem na donjem Nespelemu i ljetni kamp (logor) Haimisahun, koji su pripadali skupini Snspiluk; Masmasalimk, selo skupine Smasmasalimkuwa; Nekuktshiptin na mjestu Condon's Ferryja, skupina Snekuktshiptimuk; Salkuahuwithl, na mjestu grada Barry, skupina Salkuahuwithlau, kojoj je pripadalo i ribarsko područje Skthlamchin; Skik, selo istoimene skupine.
Nespelemi pripadaju široj skupini Sanpoil, a populacija im je iznosila 41 (1905).